# Krai de Urianjái
El Krai de Urianjái fue un protectorado de corta duración del Imperio ruso proclamado el 17 de abril de 1914, creado a partir de la República de Urianjái que recientemente había proclamado su independencia de la dinastía Qing en la Revolución mongola de 1911. Después de la Revolución de Febrero y la abdicación del zar Nicolás II, el Krai de Urianjái reconoció la nueva República Rusa y reafirmó su estatus como protectorado ruso en 1917.
Durante la Guerra civil rusa, el país fue ocupado por China y el Movimiento Blanco entre 1918 y 1921. Con el apoyo del Ejército Rojo, el Partido Revolucionario del Pueblo de Tuvá estableció el estado títere soviético de la República Popular de Tuvá (inicialmente Tannu Tuvá ) el 14 de agosto de 1921.

## Toponimia
El nombre Urianjái es de origen mongol y fue el exónimo ruso de los tuvanos desde el siglo XVII hasta principios del siglo XX. El término también fue el endónimo tuvano hasta principios del siglo XIX, cuando comenzaron a referirse a sí mismos como tuvanos, probablemente en honor a un subgrupo de la región.

## Geografía
Las fronteras del protectorado se corresponden aproximadamente con las de la contemporánea república rusa de Tuvá. Gran parte del territorio de Krai de Urianjái era montañoso. El territorio estaba limitado por las montes Tannu-Ola al sur y las montañas Sayanes al norte.

## Antecedentes
Tuvá había estado bajo el dominio de la Dinastía Qing desde mediados del siglo XVIII. Sin embargo, los colonos rusos comenzaron a emigrar en masa a la región en 1838 y 1839, tras el descubrimiento de depósitos de oro en la zona. En los años siguientes, los rusos comenzaron a construir minas de oro y a establecer puestos comerciales en la región. A lo largo de mediados y finales del siglo XIX, varios científicos rusos comenzaron a documentar la flora autóctona de la región y a estudiar al pueblo tuvano, y los colonos rusos continuaron inmigrando a la región. El interés ruso en la región continuó hasta principios del siglo XX y el gobierno zarista patrocinó una serie de expediciones desde 1906 hasta 1910 para localizar depósitos minerales en el área. En 1909, se estimaba que aproximadamente 9.000 colonos étnicamente rusos vivían en la región.

## Historia

### República de Urianjái
A pesar de la creciente presencia rusa en la región, la región siguió siendo parte de la dinastía Qing, hasta las secuelas de la Revolución Xinhai de 1911. La dinastía Qing colapsó en 1912 y se proclamó la República Urianjái. La República de Urianjái se encontró contra la recién establecida República de China, que buscaba reclamar Mongolia y la República de Urianjái como parte de su territorio. Sin embargo, los líderes de la República de Urianjái se encontraron divididos sobre qué camino tomar en el país: algunos se pronunciaron a favor de unirse a la esfera de influencia rusa, otros buscaron recurrir a China y otros buscaron un curso de acción completamente independiente de las dos potencias. En última instancia, los líderes tuvanos y mongoles pidieron protección rusa contra la reintegración china, uniéndose de facto a la esfera de influencia rusa. En 1912 y 1913, los líderes tuvanos pidieron al zar Nicolás II que concediera la ciudadanía rusa a los tuvanos de la República de Urianjái dando legitimidad a los intereses rusos en la República y sentando las bases para un protectorado tuvano.

### Protectorado zarista
El 4 de abril de 1914, Nicolás II firmó una declaración que concedía la ciudadanía rusa a los ciudadanos de cinco kozhuun (en tuvano: кожуун ; en ruso: хошун, khoshun), las divisiones administrativas de la República de Urianjái, que iniciaron la práctica de un protectorado ruso formal en la región. Esta declaración también supuso la admisión de siete kozhuun en la gobernación de Yeniseisk, aunque las estructuras del gobierno local permanecieron prácticamente sin cambios.
Krai de Urianjái se estableció el 17 de abril de 1914. El gobierno tenía su sede en la ciudad de Belotsarsk ( en ruso: Белоцарск), que fue fundada por colonos rusos ese año y que luego pasó a llamarse Kyzyl. 
El 7 de junio de 1915 (25 de mayo en el calendario de estilo antiguo), se firmó el triple acuerdo ruso-chino-mongol de Kiajta (en ruso: Кяхтинское русско-китайско-монгольское тройственное соглашение), que formalizó los límites territoriales entre Rusia, China, Mongolia y el Krai de Urianjái.
La entrada de Rusia en la Primera Guerra Mundial provocó un mayor escepticismo hacia Rusia entre las élites del krai de Urianjái y envalentonó a las figuras del protectorado que buscaban vínculos políticos más estrechos con China. Después de la Revolución de Febrero, el nuevo Gobierno Provisional continuó manteniendo el estatus de krai de Urianjái como protectorado, y en agosto de 1917, el Gobierno Provisional estableció una serie de gobiernos locales reorganizados en Siberia.

### Dominio soviético
Sin embargo, el gobierno zarista en Krai de Urianjái no duró mucho y los soviéticos tomaron la región el 16 de marzo de 1918. Poco después, las fuerzas soviéticas iniciaron un ambicioso programa de redistribución en el Krai de Urianjái, redistribuyendo rebaños de ganado y propiedades de destacados comerciantes rusos.
En junio de 1918, el gobierno soviético local adoptó el Tratado sobre la Autodeterminación de Tuvá, que buscaba poner fin al estatus de protectorado del Krai de Urianjái y estableció un gobierno soviético independiente en la región. Sin embargo, esta decisión encontró resistencia entre las élites del protectorado, que invitaron a tropas y diplomáticos mongoles y chinos a la región y comenzaron a profundizar los lazos políticos y económicos con los dos países. La entrada de tropas chinas y mongoles en la región desató el potencial de una confrontación violenta entre las fuerzas de los dos países y las tropas locales del Ejército Rojo, sin embargo, el Gobierno Provisional de Siberia en Omsk logró negociar la salida de las fuerzas de los dos países poco después. evitando cualquier confrontación. Sin embargo, las simpatías hacia los dos países se mantuvieron, los tuvanos locales siguieron siendo en gran medida leales a las élites de la región y los productos chinos siguieron siendo más baratos que los fabricados en Rusia. El gobierno soviético local implementó una prohibición contra la importación de productos mongoles y chinos; sin embargo, esto no se cumplió en gran medida y los comerciantes de los dos países a menudo ingresaban a Krai de Urianjái y difundían propaganda antisoviética.
Los esfuerzos antisoviéticos en la región resultaron un éxito convincente, y el gobierno soviético local colapsó en julio de 1918, y el Gobierno Provisional de Siberia dirigido por Pyotr Vologodsky ocupó su lugar. Este nuevo gobierno buscó ganarse el apoyo de los tuvanos locales brindando apoyo a las élites locales y las instituciones budistas, e implementando una serie de servicios públicos que funcionaran. El Gobierno Provisional también dio prioridad al control establecido sobre la cercana frontera con Mongolia, con la esperanza de limitar las excursiones chinas y mongolas al Krai de Urianjái.
Envalentonado por los lazos económicos cada vez más profundos y una estrecha relación política con muchas élites tuvanas, el general chino Yang Shichao envió tropas al Krai de Urianjái en el otoño de 1918, ocupando gran parte de las partes sur y oeste de la región. Poco después, las tropas mongolas dirigidas por Khatanbaatar Magsarjav hicieron lo mismo y ocuparon posiciones adicionales en el sur del Krai de Urianjái. Esto debilitó aún más la posición del Gobierno Provisional y le impidió ejercer mucho control sobre Krai de Urianjái.
Al final, en la primavera de 1919 estallaron una serie de disturbios antirrusos en la región, que expulsaron al Gobierno Provisional de Siberia sin resistencia. Las fuerzas soviéticas, dirigidas por Pyotr Shchetinkin y Alexander Kravchenko, entraron en el Krai de Urianjái en el verano de 1919, con la esperanza de utilizar la región como base para lanzar su expansión hacia el Turquestán y luchar contra el gobierno de Alexander Kolchak. Tras una serie de negociaciones con China y Mongolia, los soviéticos negociaron un acuerdo de no agresión que se aplicaría a la región. En septiembre de 1919, el Ejército Rojo abandonó en gran medida el Krai de Urianjái en busca de las fuerzas de Kolchak, lo que permitió que las fuerzas chinas y mongolas se expandieran aún más en la región. El Ejército Rojo derrotó rápidamente al ejército de Kolchak y, a principios de 1921, expulsó a las fuerzas chinas del Krai de Urianjái. Tras el estallido de la Revolución mongola de 1921, las fuerzas mongolas también evacuaron la región, consolidando el control soviético en el Krai de Urianjái.
El Krai de Urianjái fue sucedido por la República Popular de Tannu Tuvá el 14 de agosto de 1921.

## Gobierno y políticas
Las divisiones administrativas del Krai de Urianjái se mantuvieron prácticamente sin cambios con respecto a las introducidas por los Qing a mediados del siglo XVIII. El Krai de Urianjái se dividió en kozhuun, que funcionaban como unidades administrativas con poderes tributarios encabezadas por líderes conocidos como ukherids.
El gobierno nacional de Krai de Urianjái estaba encabezado de iure por un líder titulado Amban Noyan. En los primeros años del Krai de Urianjái, el Imperio ruso mantuvo un comisario ruso, a quien se le encomendó la tarea de gestionar el flujo de colonos rusos hacia el protectorado. El gobierno del protectorado tenía su sede en Kyzyl.
Sin embargo, los diversos gobiernos del Krai de Urianjái fueron a menudo de corta duración e ineficaces, debido a la naturaleza volátil de la guerra civil rusa, así como a la fuerte influencia china y mongola, y a los períodos de ocupación de esos dos países. La Unión Soviética tomó el control del Krai de Urianjái el 16 de marzo de 1918, menos de cuatro años después de que el Krai de Urianjái se estableciera como protectorado.  Apenas unos meses después, las tropas chinas y mongolas ocuparon gran parte del Krai de Urianjái y el Gobierno provisional siberiano en Omsk se hizo cargo de la región. Menos de un año después, el Gobierno provisional siberiano también fue expulsado de la región y la Unión Soviética asumió brevemente el control durante unos meses más, antes de que las tropas chinas y mongolas ocuparan el Krai de Urianjái. La ocupación por China y Mongolia duró desde mediados de 1919 hasta principios de 1921, cuando la Unión Soviética reasumió el control y abolió el Krai de Urianjái en favor de la República Popular de Tannu Tuva apenas unos meses después.
La política de Krai de Urianjái  estuvo dominada en gran medida por disputas entre las élites locales sobre si alinearse geopolíticamente con Rusia o China. Los grupos que defendían el primero obtuvieron la victoria en la organización de la región como un protectorado ruso, pero a pesar de esto, los líderes que se inclinaban más hacia China siguieron siendo prominentes durante la existencia del protectorado. Estas fuerzas vieron su influencia amplificada tras la entrada en gran medida desastrosa de Rusia en la Primera Guerra Mundial, y una vez más tras la toma soviética del protectorado en marzo de 1918. En el verano de 1918, los líderes locales invitaron a tropas chinas y mongolas a la región, aunque fueron expulsadas tras una negociación mediada por el Gobierno provisional siberiano en Omsk. Para ganarse el apoyo de la población local, el Gobierno Provisional de Siberia intentó organizar un sistema judicial, una fuerza policial, un servicio postal y una red de carreteras eficaces. Los funcionarios locales dieron prioridad al establecimiento de una conexión por carretera con la cercana ciudad de Minusinsk. A pesar de estos planes para ganarse el apoyo de los tuvanos locales, las tropas chinas y mongolas volvieron a entrar en partes del sur y oeste del Krai de Urianjái  en el otoño de 1918, creando desafíos adicionales. Para evitar una inclinación ideológica más amplia hacia China y Mongolia, el Gobierno Provisional también buscó dar poder a las élites tuvanas locales y ganarse el apoyo de instituciones y figuras budistas como el Khambo Lama local. En marzo de 1919, el Khambo Lama escribió una carta apoyando el estatus de protectorado ruso y proclamó que la región de Tuvá nunca fue realmente parte de China o Mongolia. Como resultado, el Gobierno provisional brindó apoyo logístico y financiero al Khambo Lama y a la proliferación de las enseñanzas budistas en toda la región. También planearon el establecimiento de una asamblea de líderes kozhuun locales, así como la implementación de organizaciones gubernamentales locales encabezadas por Noyans, todo ello supeditado a la supervisión del Gobierno provisional, que tendría la última palabra en las elecciones y en los asuntos de toma de decisiones. Estos funcionarios recibirían recompensas especiales si demostraban su lealtad al Gobierno Provisional, en forma de telas, ganado, equipo agrícola y otros bienes sencillos. Sin embargo, la continua ocupación de parte del Krai de Urianjái  por China y Mongolia, junto con las numerosas derrotas militares del Gobierno provisional a manos del Ejército Rojo, aseguraron que el Gobierno provisional ejerciera poco control de facto y no pudiera realizar planes tan ambiciosos. La ineficacia del Gobierno provisional, combinada con las tensiones étnicas y el sentimiento antirruso, llevó a la población local de Tuvá a expulsar al Gobierno provisional en la primavera de 1919, así como a muchos colonos rusos. Las fuerzas del Ejército Rojo ocuparon brevemente la región en el verano de 1919, antes de dirigirse a otra parte, lo que permitió a China y Mongolia controlar la región. En los tres años siguientes, el Ejército Rojo comenzó a ganar decisivamente la guerra civil rusa y a consolidar su poder, lo que les permitió expulsar a las fuerzas chinas a principios de 1921. Las fuerzas mongolas abandonaron voluntariamente el país tras la revolución mongola de 1921. Poco después, el 14 de agosto de 1921 se proclamó la República Popular de Tannu Tuvá 

## Demografía
Tras la fundación del protectorado, su población total era de aproximadamente 73.000 habitantes. En 1914, había menos de 4.000 rusos en el protectorado, sin embargo, este número aumentó a aproximadamente 12.000 habitantes en 1917. 